# Réserve naturelle régionale du Ried de Sélestat, l'Ill*Wald
La réserve naturelle régionale du Ried de Sélestat, l'Ill*Wald (RNR267) est une réserve naturelle régionale (RNR) d’Alsace en région Grand Est. Créée en 1995, elle a été classée en 2013 pour une superficie de 1 855 hectares. Elle protège la forêt de l'Illwald, une des plus grandes forêts alluviales de France. Cette forêt est parcourue par l'Ill, qui y forme un réseau hydrographique complexe avec de nombreuses ramifications. L'ensemble est inondable, ce qui est caractéristique du Grand Ried, cette étendue plate qui s'étend en Alsace entre le Rhin et l'Ill, auxquels il sert de déversoir naturel pendant les crues hivernales. La réserve est localisée sur la commune de Sélestat et elle occupe presque la moitié de son ban communal.
La forêt de l'Illwald, composée de feuillus comme le chêne, le frêne ou l'aulne, est le refuge d'une importante harde de daims sauvages, introduits au XIXe siècle. Les multiples ramifications de l'Ill, en grande partie alimentées par la nappe souterraine, sont le domaine de nombreux oiseaux ainsi que de castors. La réserve protège aussi des roselières, des mégaphorbiaies et des prairies de fauche, qui sont eux aussi des écosystèmes emblématiques du Grand Ried.
La commune de Sélestat possède la majeure partie de la réserve, mais des parcelles appartiennent aussi au conseil régional, au département, à des particuliers ou encore à des communes voisines. La gestion de la réserve revient à la commune de Sélestat.

## Nom
Le nom de la réserve fait à la fois référence à la forêt de l'Illwald, qui occupe la majeure partie du périmètre protégé, et à la portion du Grand Ried qui se trouve sur le territoire de Sélestat. Illwald signifie en alsacien « forêt de l'Ill », et ried vient du vieil alémanique rieth qui désigne les roseaux. Un astérisque a été ajouté à Ill*Wald afin de symboliser les interactions sur le site entre les milieux naturels (eau, marais, prairies et forêt) ainsi que l'empreinte humaine qui y est très forte.

## Géographie

### Localisation

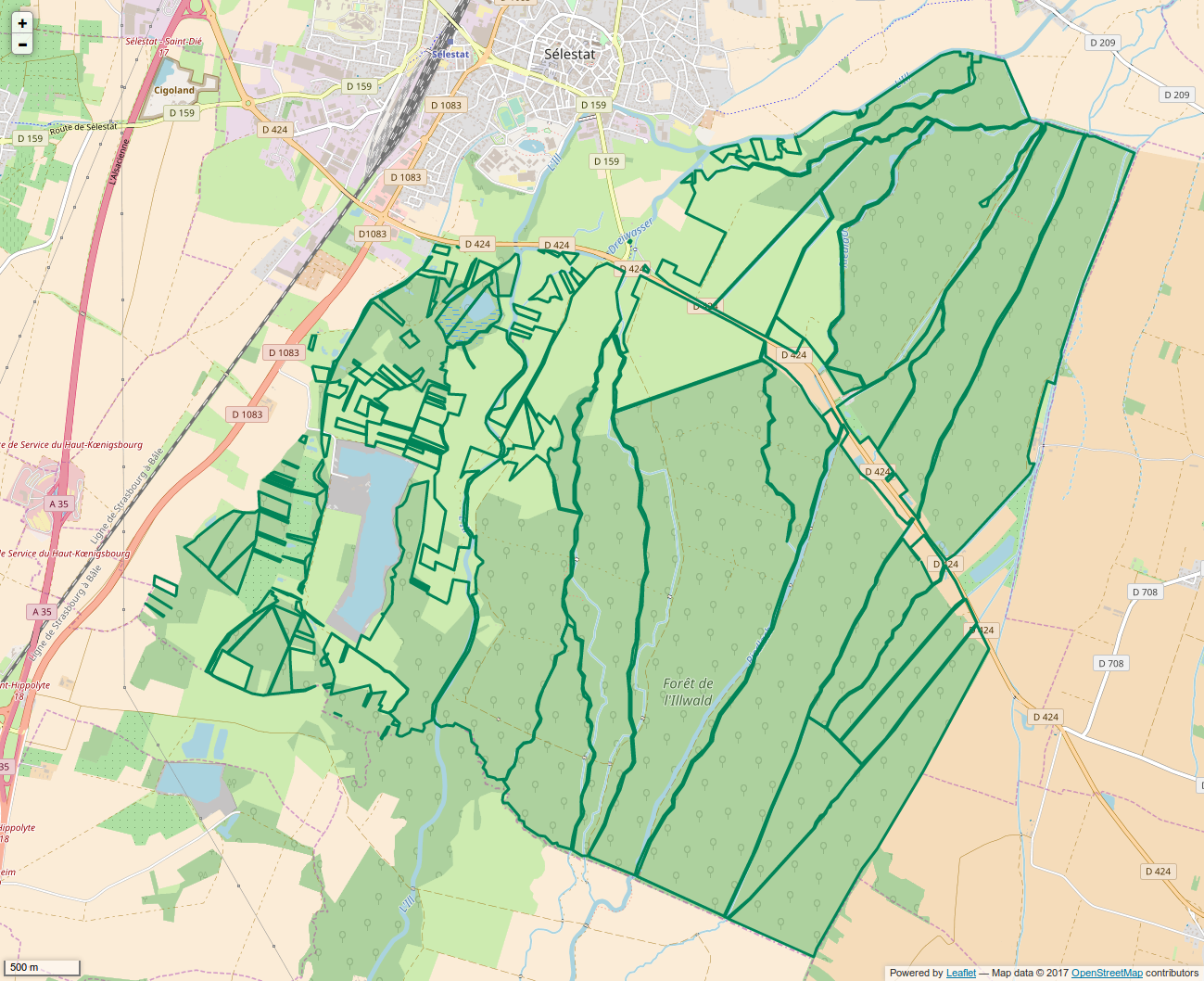
Périmètre de la réserve naturelle.

La réserve est située au centre de l'Alsace, à la limite entre le Haut-Rhin et le Bas-Rhin. Elle se trouve sur la plaine d'Alsace à mi-chemin entre le massif des Vosges et le Rhin. L'espace géographique dans lequel se trouve la réserve est particulier puisqu'il marque une frontière naturelle entre les deux départements alsaciens. En effet, la plaine d'Alsace à cet endroit est particulièrement étroite, tandis que le Grand Ried est très large. Cet espace, appelé « Landgraben », est donc une zone en grande partie inondable et peu propice aux établissements humains. La réserve fait partie du Ried gris le plus occidental des quatre Rieds situés entre l'Ill et le Rhin.
La réserve est à une altitude comprise entre 166 et 170 mètres d'altitude. Elle est traversée par la route départementale 424, qui relie Sélestat au Rhin à Marckolsheim. Elle forme un triangle irrégulier et elle occupe approximativement la moitié sud-est du ban communal de Sélestat. Elle est bordée immédiatement au nord-ouest par la ville.
La réserve fait 1 855,40 hectares, soit 41% du ban communal de Sélestat. De par sa superficie, elle compte parmi les 5 plus grandes réserves naturelles régionales de France.

### Géologie

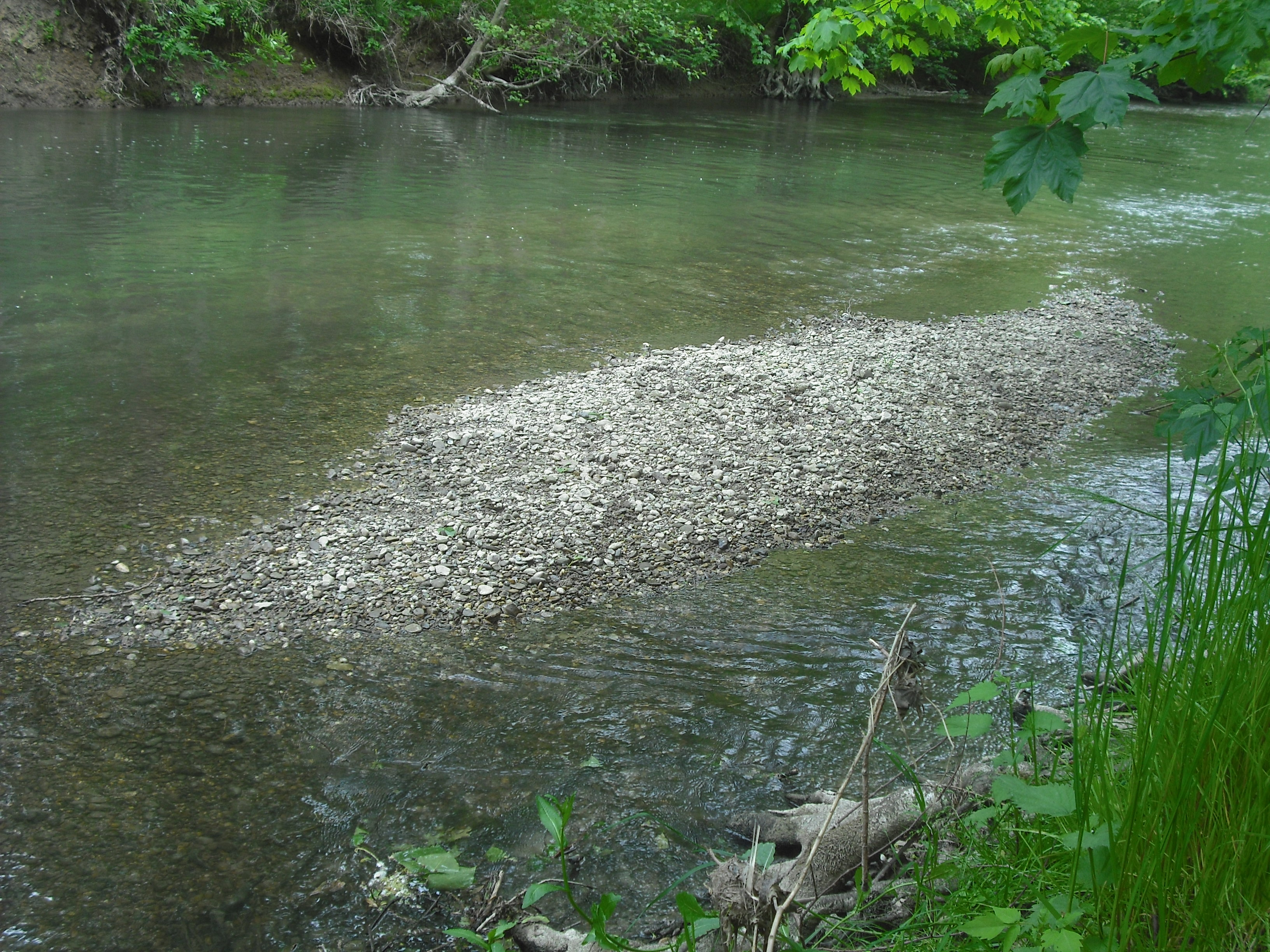
Un banc de galets dans l'Oberriedgraben.

La réserve fait partie de la plaine d'Alsace et du fossé rhénan, dont elle partage les caractéristiques géologiques. Le fossé, formé d'anciens dépôts marins, lacustres et fluviatiles, s'est effondré lors de l'Éocène et a laissé apparaître les massifs des Vosges d'un côté et de la Forêt-Noire de l'autre, composés de terrains plus durs (gneiss). Au niveau de Sélestat, le fossé rhénan a été rempli au cours de l'Oligocène et du Quaternaire. 
Le sous-sol de l'Illwald est principalement constitué d'alluvions, comme l'ensemble du Grand Ried. Ces alluvions ont été apportées par l'Ill et ses affluents. Il s'agit de dépôts holocènes non calcaires, comprenant surtout du sable et du limon, mais parfois aussi des cailloutis.

### Hydrologie

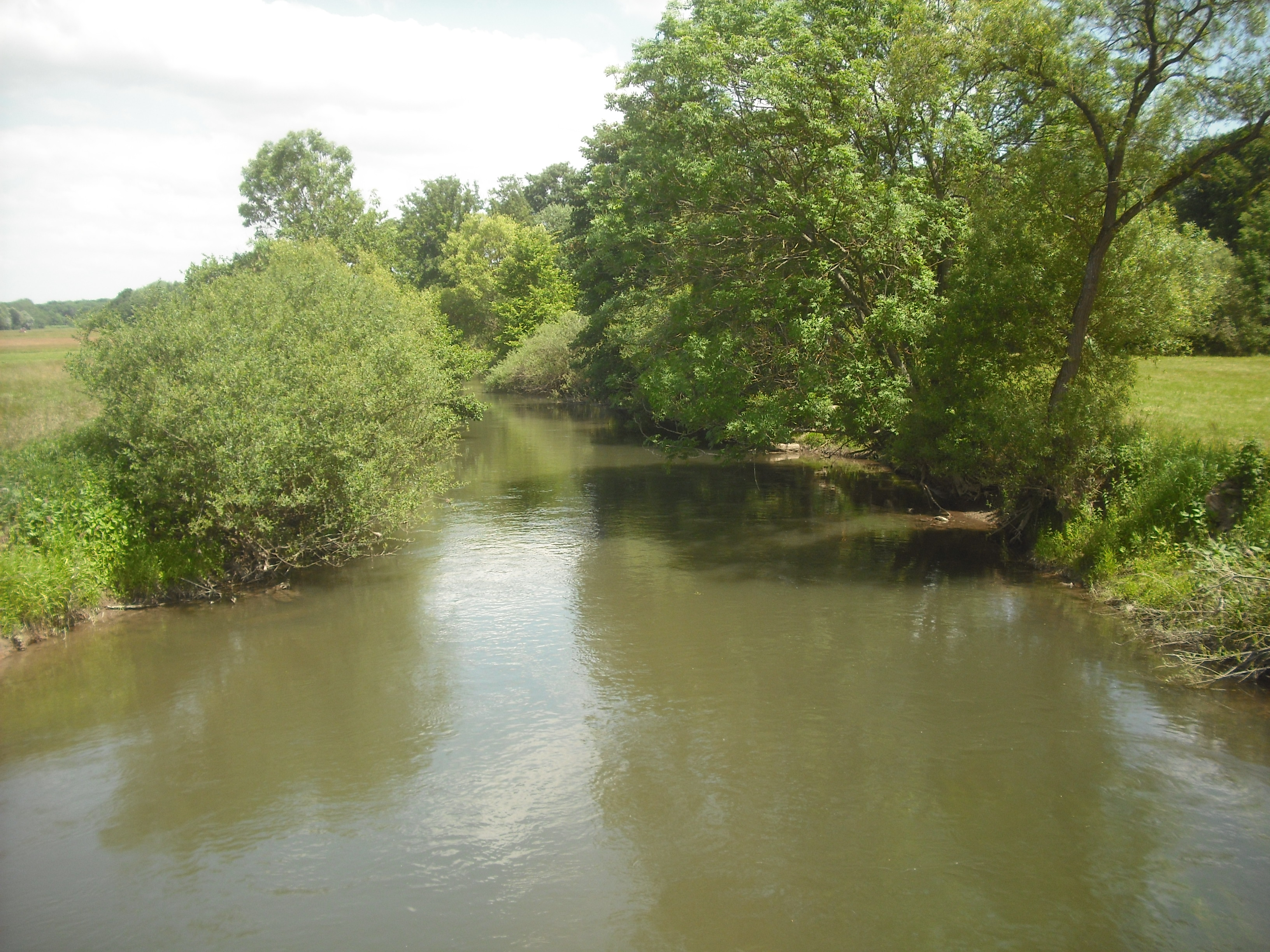
L'Ill au nord de la réserve.

La réserve dispose d'un réseau hydrographique très dense et elle comprend plus de 130 km de rivières et de fossés. Elle est traversée du nord au sud par l'Ill, qui y a de nombreux affluents et diffluents, auxquels il faut ajouter des résurgences phréatiques. Ce réseau est caractéristique du Grand Ried, un ensemble de terres inondables qui joue un rôle de déversoir naturel en période de crue hivernale et qui permet l'épuration des eaux de surface.
Les crues annuelles de l'Ill entraînent chaque année l'inondation du Ried et de la réserve. Ces inondations sont augmentées par la remontée des eaux des nappes phréatiques. Dans la réserve, ce phénomène est d'autant plus important que la nappe n'est qu'à quelques dizaines de centimètres du niveau du sol. Les cours d'eau situés dans la moitié ouest de la réserve sont essentiellement des diffluents de l'Ill, dont la température et la charge en sédiments changent au cours de l'année, tandis que ceux situés dans la moitié est sont des rivières phréatiques, caractérisées par des eaux limpides et une température stable, comprise entre 9 et 14 degrés.
De nombreux petits cours d'eau ont été artificialisés, notamment au XIXe siècle, ce qui menace le réseau phréatique. L'Ill en elle-même a aussi été artificialisée, surtout entre 1880 et 1910. Elle a ainsi été endiguée entre Illhaeusern dans le Haut-Rhin et Maison Rouge au nord de la ville de Sélestat.

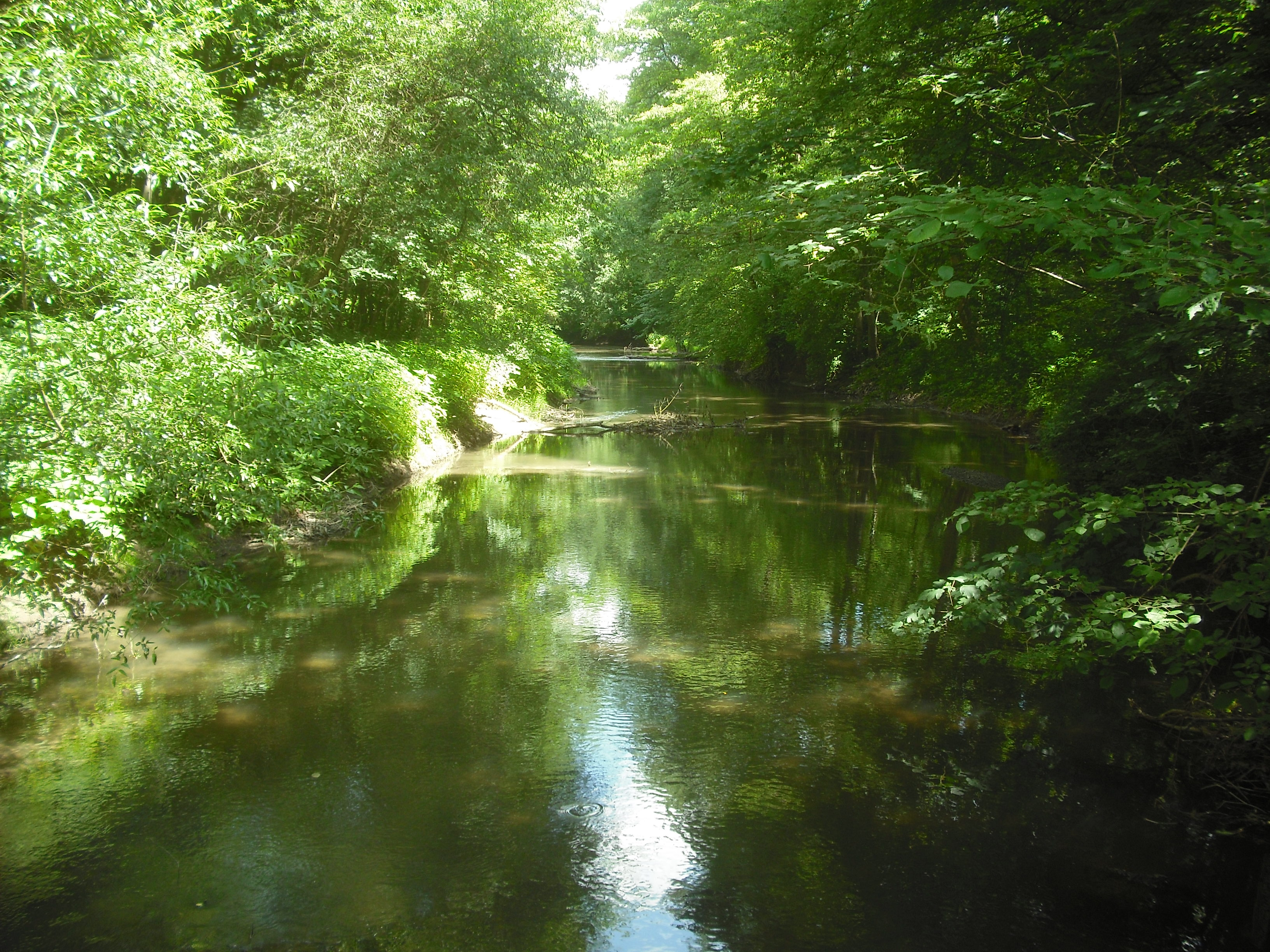
Le Grosschluth, un diffluent de l'Ill.
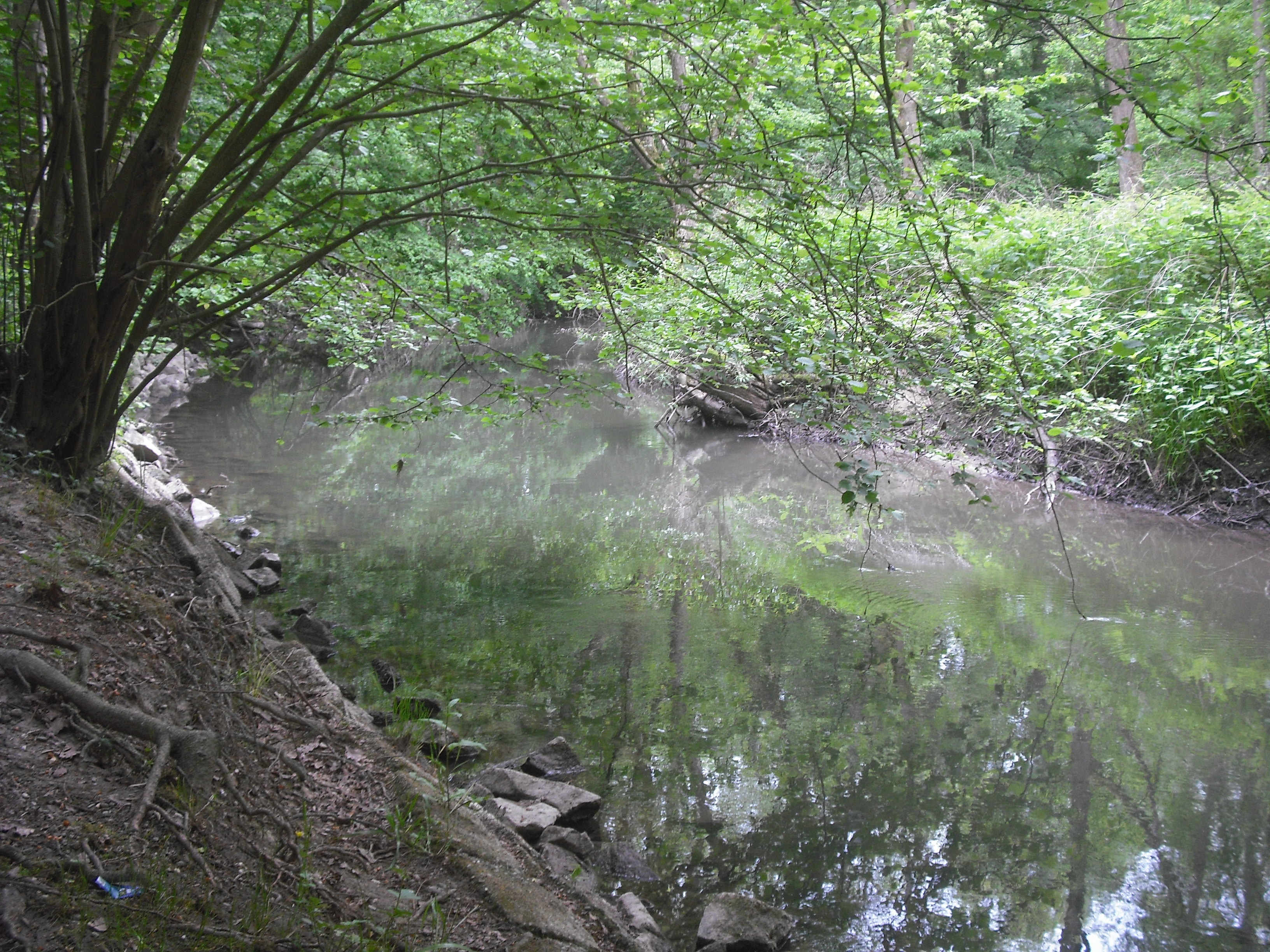
Le Schiffwasser, rivière phréatique.

### Climat
La réserve, comme l'ensemble de la plaine d'Alsace, connaît un climat semi-continental. Les hivers sont froids et souvent enneigés, et les étés sont chauds et orageux. Le fossé rhénan étant un espace étroit, fermé à l'est et à l'ouest par la Forêt-Noire et les Vosges, il est à l'abri des vents. Les brouillards et les nuages bas sont donc fréquents. Les Vosges freinent les vents et les intempéries venues de l'ouest et les précipitations sont peu abondantes. Ainsi, la majeure partie de la plaine d'Alsace reçoit moins de 700 mm d'eau par an. Sélestat reçoit environ 600 mm, et Colmar, à une vingtaine de kilomètres au sud, est l'une des villes les plus sèches de France, avec 530 mm. La plaine d'Alsace connaît aussi une faible durée moyenne d'insolation, Colmar ne connaît par exemple que 1 873 heures de soleil par an.
La faible profondeur de la nappe phréatique ainsi que sa température constante, fixée autour de 10 degrés tout au long de l'année, permettent au sol de ne pas geler profondément en hiver. En outre, la présence de cette nappe, qui est constamment renouvelée en eau, permet aux arbres de résister aux chaleurs estivales.

## Histoire du site et de la réserve

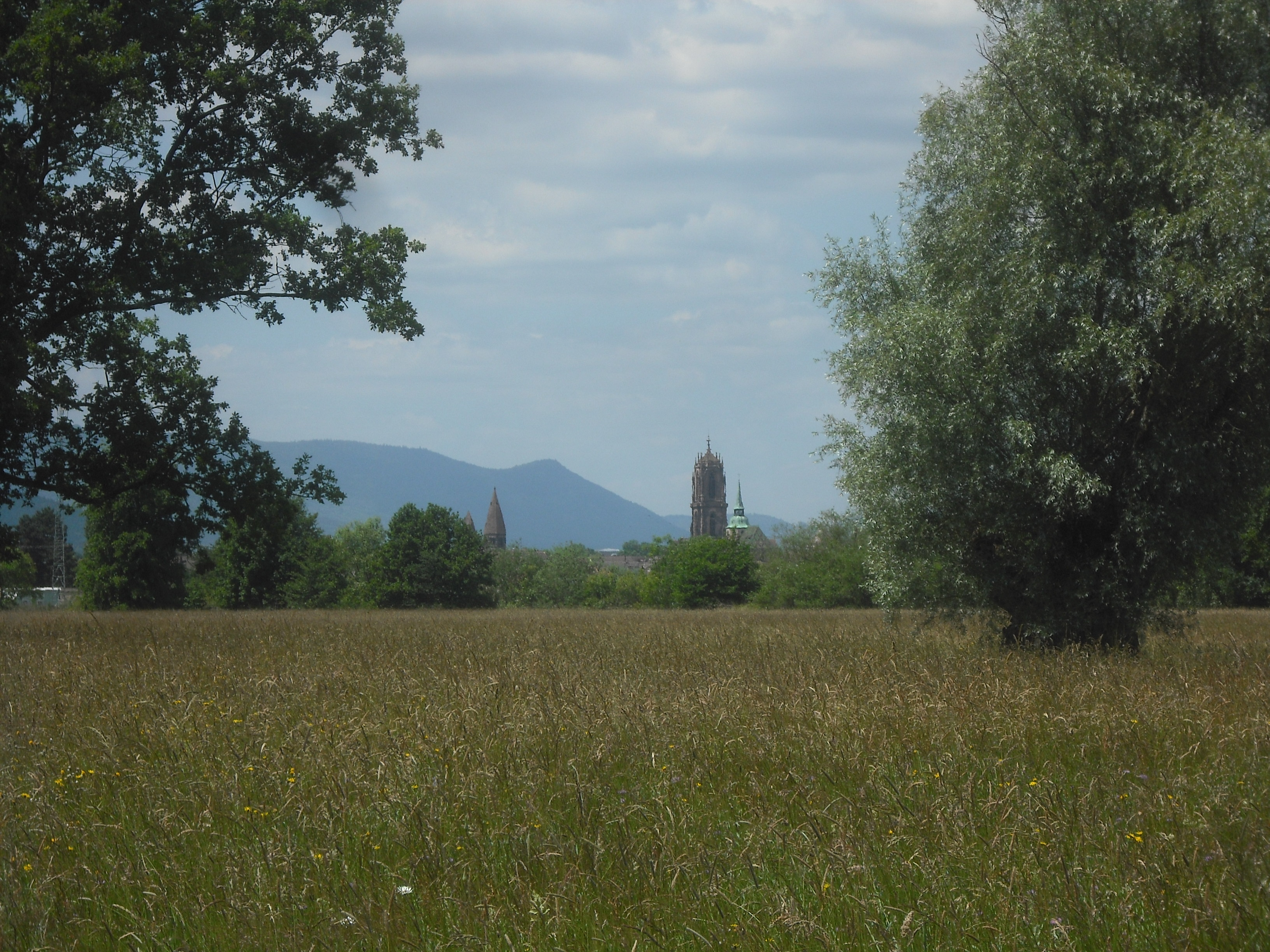
Une prairie du Ried et les clochers de Sélestat.

Au Moyen Âge, le territoire de la réserve actuelle comme l'ensemble du Grand Ried alsacien étaient occupés par de vastes marécages. L'exploitation agricole devient permanente à l'époque médiévale, et le milieu naturel adopte peu à peu le paysage semi-bocager qui le caractérise aujourd'hui, avec des prairies, des canaux, des massifs forestiers et des bosquets. L'Illwald et le Ried de Sélestat ont entretenu pendant très longtemps des liens importants, les inondations participant à la défense de la cité et les prés et la forêt lui fournissant du foin et du bois.
Après la Seconde Guerre mondiale, la généralisation de la culture du maïs a grandement perturbé l'équilibre naturel du Ried puisqu'elle a entraîné la disparition de nombreux milieux, notamment des roselières, des herbages et des haies.
À Sélestat, des mesures de conservation du Ried sont entreprises en 1989, avec la reconversion de champs de maïs en herbages. Le 13 mars 1995, à l'initiative de la municipalité et avec le concours de 93 propriétaires fonciers, la réserve naturelle volontaire de l'Illwald est créée. Elle regroupe alors 2 000 hectares de terrains, dont 1 500 hectares de forêt en continu et 500 hectares de prairies de milieux humides. C'est la richesse naturelle du site qui a motivé la création de la réserve, mais aussi sa situation à proximité de la ville de Sélestat, puisque cela lui donne un rôle récréatif et pédagogique,.
En février 2013, la réserve naturelle volontaire est devenue une réserve naturelle régionale pour une durée de 25 ans renouvelable. Le classement a été effectué après une demande de la ville de Sélestat et avec l'adhésion de plus de 80 propriétaires privés.

## Écologie (biodiversité, intérêt écopaysager…)
La réserve comprend plus de 30 habitats différents, qu'ils soient forestiers, prairiaux, palustres et aquatiques. Elle compte 28 espèces animales et 78 espèces végétales d'intérêt patrimonial.

### Flore

#### Forêt

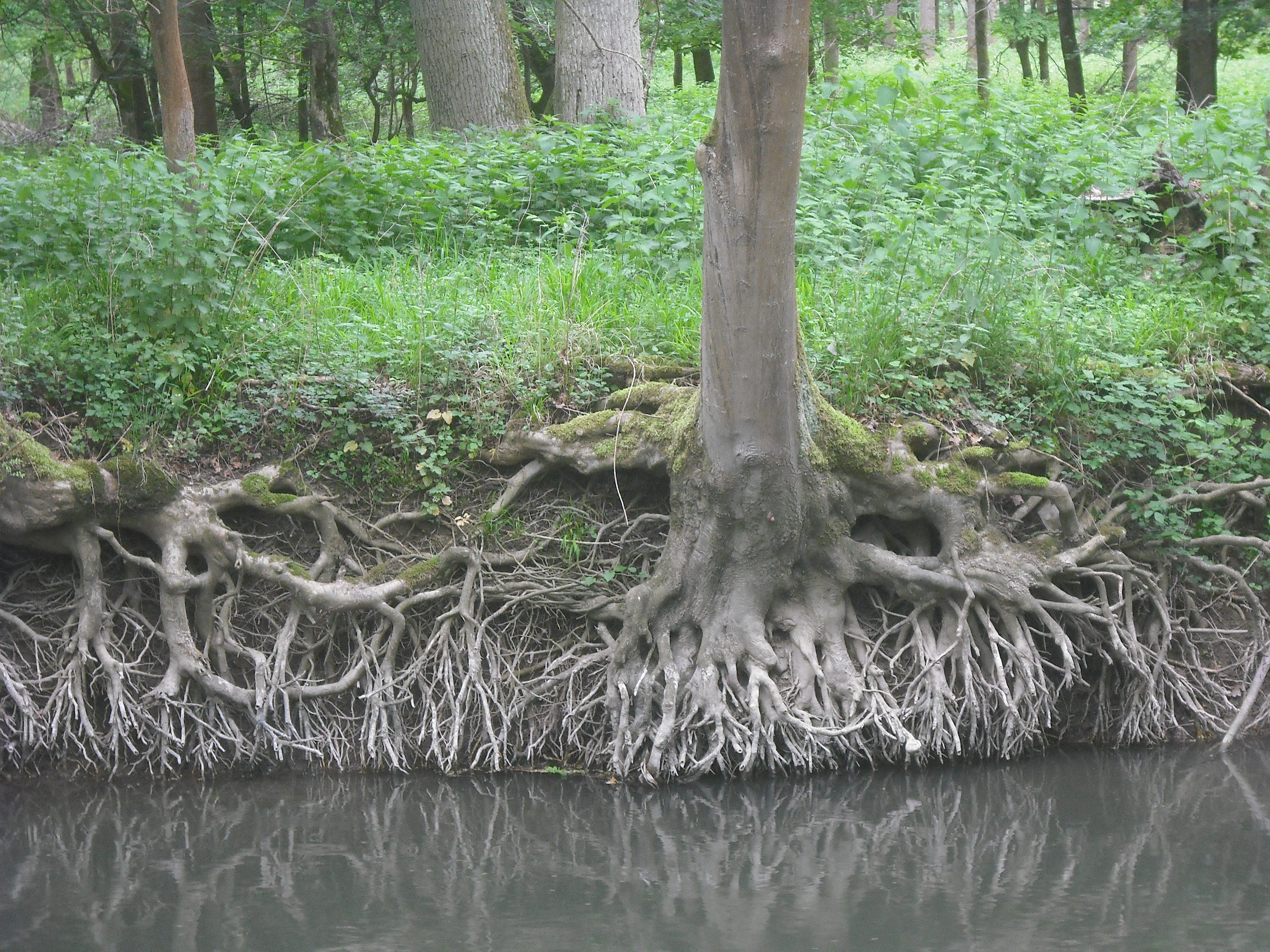
Rive de l'Oberriedgraben.

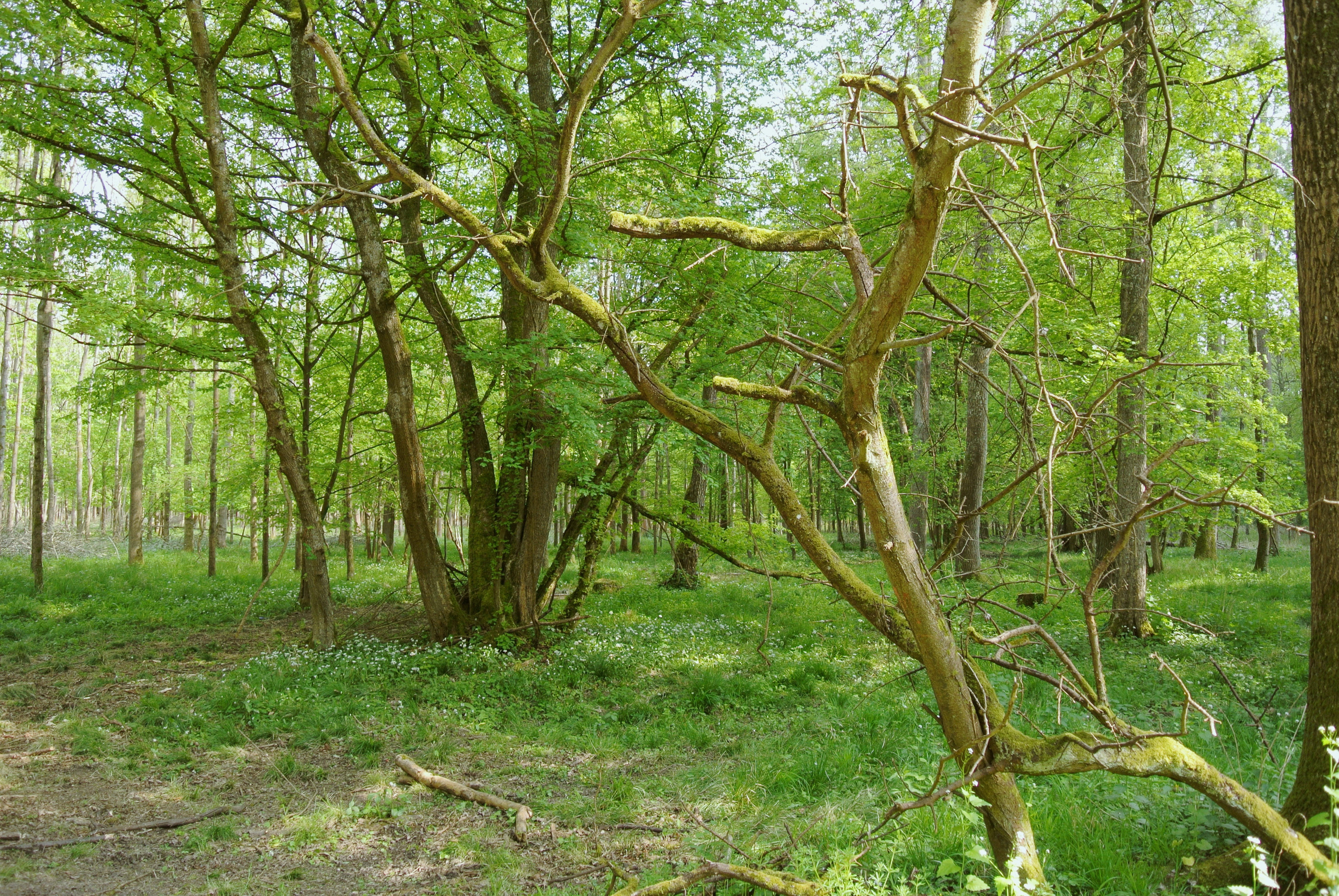
Forêt de l'Illwald

La flore la plus représentée dans la réserve est la flore forestière, puisque la forêt de l'Illwald en occupe la majeure partie. L'Illwald comprend plus de 35 espèces d'arbres et d'arbustes, une variété supérieure à celle des forêts vosgiennes, qui n'ont qu'environ 25 espèces, mais toutefois inférieure à celle de la forêt rhénane, qui cumule une cinquantaine d'espèces, notamment sur l'île de Rhinau.
Les espèces forestières sont sélectionnées naturellement, puisque les inondations hivernales et la profondeur de la nappe phréatique entraînent l'engorgement des sols. Ainsi, dans les zones les plus humides de la forêt, seuls l'aulne glutineux, le merisier à grappes, le groseillier et le cassis peuvent pousser. Ailleurs, on trouve surtout le chêne pédonculé et le frêne commun, parfois l'orme. L'aulne et le frêne forment ensemble l'aulneraie-frênaie, un habitat d’intérêt prioritaire au niveau européen.
D'autres arbres sont aussi visibles, comme l'érable sycomore et l'érable champêtre, ainsi que des arbustes : le noisetier, le cornouiller sanguin, l'aubépine épineuse, le viorne obier, le prunellier ou encore le fusain d'Europe. Le sous-bois est occupé par le grand carex, l'ortie, la reine-des-prés, l'ail des ours et l'anémone fausse renoncule, ainsi que par une espèce invasive, la balsamine de l'Himalaya. Plus de 80 espèces de champignons supérieurs forestiers ont aussi été répertoriées.

#### Prairie

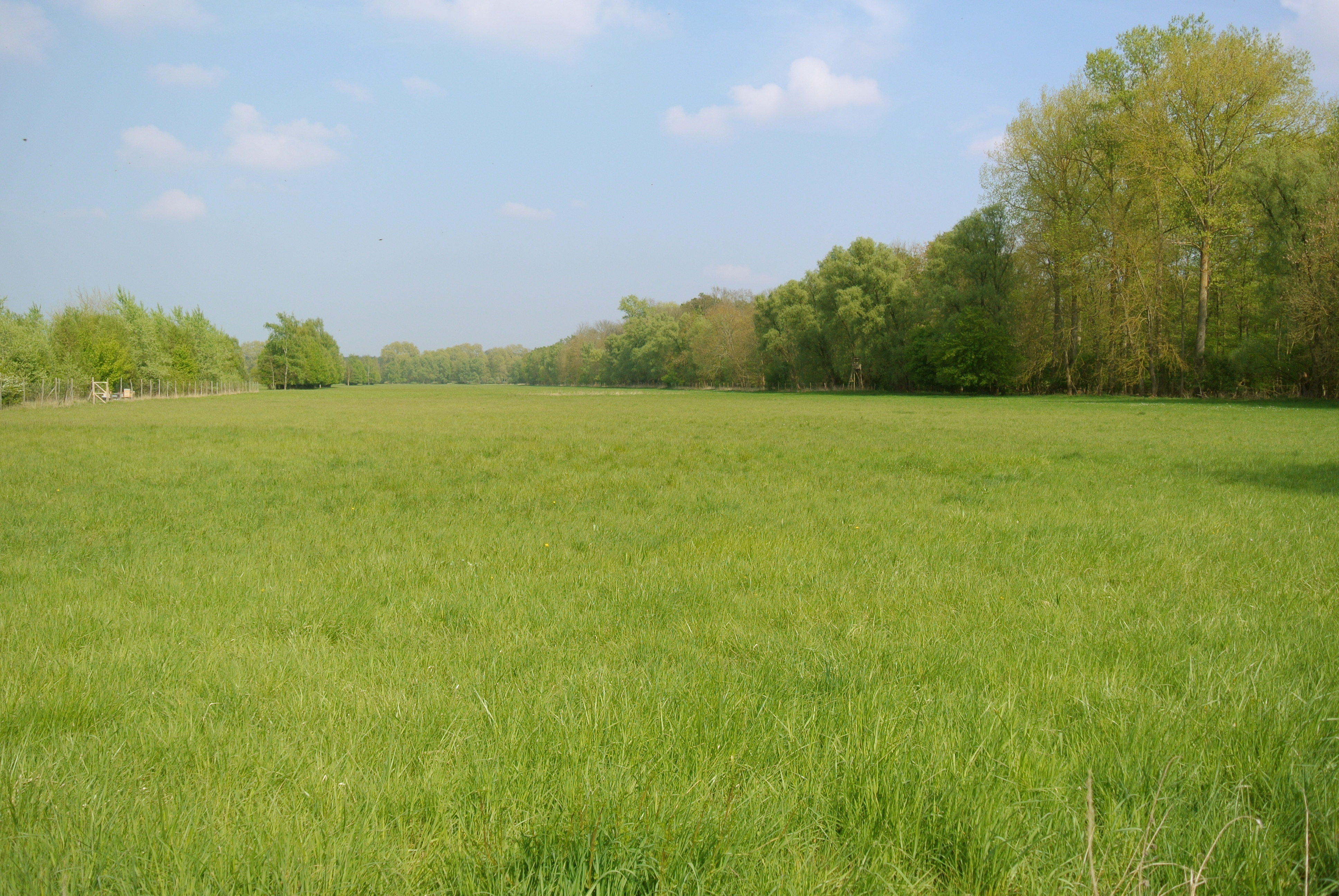
Prairie à l'orée de la forêt.

La réserve comprend quatre types de prairies. Les prairies sèches, très rares sur le Ried de Sélestat, sont caractérisées par le brome dressé et parfois par des orchidées. Les prairies assez fraîches à assez sèches sont le domaine du colchique d'automne et de l'avoine élevée, les prairies assez humides à très fraîches sont couvertes de brome rameux, d'houlque laineuse et de reine-des-prés, et enfin, dans les prairies humides à très humides, on peut voir le vulpin genouillé, l'œnanthe fistuleuse ou le séneçon aquatique. Les prairies de la réserve comptent aussi des espèces protégées, comme le pulicaire vulgaire, la gratiole officinale, l'œnanthe à feuille de peucédan, l'orge faux-seigle et la gesse des marais.

#### Milieux palustres
Les milieux palustres regroupent trois formations végétales, les cariçaies, qui comprennent surtout du carex, les mégaphorbiaies, avec des herbes hautes comme la valériane officinale, le pigamon jaune, l'ortie, la consoude officinale et le cirse des marais, et les roselières, avec le phragmite, et la baldingère. Parmi les espèces protégées observables dans ces milieux, il y a la scorsonère des prés, la calamagrostide blanchâtre, la fougère des marais ou le séneçon des marais.

#### Milieux aquatiques
Les milieux aquatiques sont divers, puisque les cours d'eau de l'Illwald n'ont pas les mêmes caractéristiques hydrologiques. En effet, certains sont des résurgences phréatiques, d'autres des diffluents de l'Ill, et d'autres encore ont une alimentation mixte, provenant à la fois de l'Ill et de la nappe. Les rivières phréatiques, aux eaux froides et limpides, sont caractérisées par le potamot coloré, tandis que les lentilles d'eau et les renoncules flottantes vivent dans les cours d'eau riches en nutriments. Les ripisylves sont nombreuses, puisque de nombreux cours d'eau traversent la forêt. Elles comprennent surtout des saules et des aulnes.

### Faune
Parmi les mammifères remarquables, on peut citer la présence du daim et du castor. Les daims ont été réintroduits par la famille de Rohan au milieu du XIXe siècle et s'y sont maintenus pour devenir ce que l'on considère comme la plus importante harde française de daims sauvages avec 300 têtes en 2019.
L'avifaune compte 141 espèces dont le Courlis cendré et le Busard des roseaux. Pour les amphibiens et reptiles, on recense 14 espèces dont le Sonneur à ventre jaune. On compte 32 espèces de libellules sur le site.

## Intérêt touristique et pédagogique

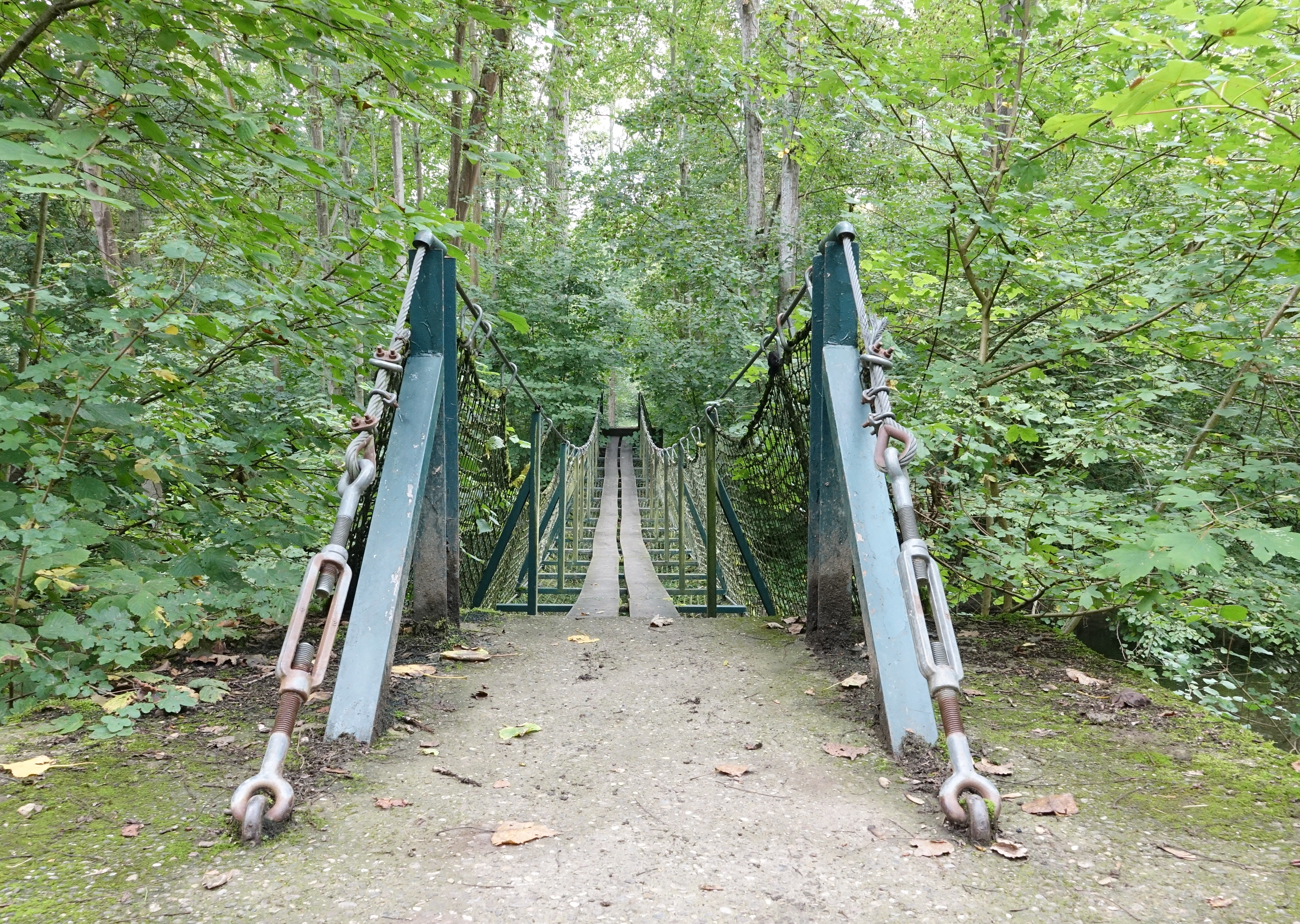
La passerelle nord.

De nombreux chemins et sentiers parcourent la réserve naturelle. Le niveau de l'eau (inondations) peut parfois limiter les déplacements. Un observatoire ornithologique est en place au plan d'eau des Rohrmatten. Un sentier d'interprétation, « L'Ill aux trésors » a ouvert en 2014.

## Administration, plan de gestion, règlement
L’administration et la gestion de la réserve sont placés sous la responsabilité de la Commune de Séléstat (9, place d'Armes  B.P.188 67604 Séléstat Cedex).

### Outils et statut juridique
La réserve naturelle a été créée par une délibération du 13 mars 1995. Le classement en RNR a été approuvé par une délibération du 8 février 2013.

### Jacques Almira et al.,Sélestat
- Jacques Almira, David Billoin et Daniel Ehret et al., Sélestat, Strasbourg, La Nuée bleue, 2000, 142 p. (ISBN 2-7165-0526-8, BNF 37117051)

1. ↑  Almira, Billoin et Ehret 2000, p. 13
2. 1 2  Almira, Billoin et Ehret 2000, p. 12
3. 1 2 3 4  Almira, Billoin et Ehret 2000, p. 15

### Encyclopédie de l'Alsace
- Encyclopédie de l'Alsace, t. 11 : Rhin-Strasbourg, Publitotal, 1985, 7040 p. (BNF 34842275)

1. 1 2  1985, p. 6829.

#### Site de la ville de Sélestat
- « Mairie de Sélestat »

1. ↑  « L’Ill*Wald, Réserve Naturelle Régionale du Ried de Sélestat »
2. 1 2  « La gestion du réseau hydrographique », 3 décembre 2013 (consulté le 28 avril 2014).
3. 1 2  « Au rythme de l’eau », 3 décembre 2009 (consulté le 28 avril 2014)
4. 1 2  « La flore de la forêt alluviale »
5. ↑  « La flore des prairies humides »
6. ↑  « La flore des milieux palustres »
7. ↑  « La flore des milieux aquatiques »

#### Autres sources
1. 1 2
2. ↑  En parcourant les 15 km entre Sélestat et le Rhin, on traverse successivement les rieds gris, noir, brun et blond et une étroite bande de forêt rhénane.
3. ↑  « Liste des réserves naturelles », sur Réserves Naturelles de France, 2014 (consulté le 12 mai 2014)
4. ↑  Dir. T J.G Blanal, Notice explicative, Carte géol. France (1/50 000), feuille Sélestat (307), Orléans, BRGM, 1972, p. 2.
5. ↑  Dir. T J.G Blanal, Notice explicative, Carte géol. France (1/50 000), feuille Sélestat (307), Orléans, BRGM, 1972, p. 21.
6. 1 2  Julia Timina et Michaël Bertin, « Vulnérabilité des ressources en eau face au changement climatique en Alsace, Synthèse de l’état des lieux de connaissances », DREAL Alsace (consulté le 28 avril 2014).
7. ↑  « Rapport d’évaluation environnementale », SAGE Ill-Nappe-Rhin, octobre 2013 (consulté le 28 avril 2014).
8. 1 2  « Profil environnemental de l'Alsace, Géographie et climat », Ministère de l'écologie (consulté le 28 avril 2014).
9. ↑  « Le bassin versant du Giessen et de la Lièpvrette », Conseil général du Bas-Rhin, 2011 (consulté le 28 avril 2014).
10. 1 2  « Ried de Sélestat, Ill*wald à Sélestat », Région Alsace (consulté le 28 avril 2014)
11. 1 2  « L'Ill*Wald, Réserve Naturelle Régionale du Ried de Sélestat », Région Alsace, 6 novembre 2013 (consulté le 3 juin 2014)
12. ↑  Contre 450 environ en 2014. Le naturaliste Charles Metz estime qu'un maximum de 250 individus serait nécessaire afin de ne pas mettre en péril la forêt
13. ↑  « Sentier d'interprétation de l'Illwald », sur selestat.fr
14. ↑  [PDF] « Classement du Ried de Sélestat en réserve naturelle régionale », sur INPN